# Pteris vittarioides
Pteris vittarioides là một loài dương xỉ trong họ Pteridaceae. Loài này được Thouars mô tả khoa học đầu tiên năm 1804.
Danh pháp khoa học của loài này chưa được làm sáng tỏ. 